# Liste der Monuments historiques in Amanty
Die Liste der Monuments historiques in Amanty führt die Monuments historiques in der französischen Gemeinde Amanty auf.

## Liste der Objekte
| Bezeichnung                         | Beschreibung                                                      | Standort                                | Kennzeichnung | Schutzstatus | Datum | Bild |
| ----------------------------------- | ----------------------------------------------------------------- | --------------------------------------- | ------------- | ------------ | ----- | ---- |
| Zwei Glocken                        | mit Joch und Klöppel; Bronze, 1811 gegossen, Eichenholz und Eisen | in der Kirche St-Martin (Lage)          | PM55002619    | Inscrit      | 2007  |      |
| 34 Kirchenbänke                     | Eichenholz, zweite Hälfte des 18. Jahrhunderts                    | in der Kirche St-Martin (Lage)          | PM55001457    | Inscrit      | 1994  |      |
| Relief Szenen aus dem Leben Christi | Kalkstein, übertüncht, zweite Hälfte des 16. Jahrhunderts         | in der Friedhofskapelle Ste-Anne (Lage) | PM55000001    | Classé       | 1984  |      |